# Robert Hutchings Goddard
Robert Hutchings Goddard (Worcester, Massachusetts, 5 d'octubre del 1882 – Baltimore, 10 d'agost del 1945) fou un dels pioners en el camp dels coets. Tot i que el seu treball en aquest camp fou revolucionari, sovint fou ridiculitzat per les seves teories, que estaven molt per davant del seu temps. Rebé poc reconeixement durant la seva vida, però finalment seria considerat com un dels pares dels coets espacials.

## Joventut i inspiració
Goddard nasqué a Worcester, Massachusetts. Començà a interessar-se per l'espai quan llegí la novel·la clàssica de H. G. Wells, La guerra dels mons quan tenia 16 anys. La seva dedicació pels coets s'iniciaria el 19 d'octubre del 1899. Mentre pujava a un cirerer per podar-ne les branques, imaginà, i més tard escrigué, "que meravellós seria construir algun dispositiu que tingués la possibilitat d'ascendir a Mart, i com semblaria en una escala diminuta, si s'elevés des de la praderia als meus peus." Durant la resta de la seva vida considerà el 19 d'octubre com el "dia de l'aniversari", una festivitat privada.

## Educació i primers treballs
El 1908, Goddard rebé el seu B.Sc. (graduat en ciències) a l'Institut Politècnic de Worcester, i començà a treballar com a professor temporal de física a la Universitat Clark, rebent el seu M.A. (postgraduat) el 1910 i el seu doctorat el 1911. El 1912 havia dissenyat el coet de combustible líquid. El 1919 escrigué sobre la possibilitat d'un viatge lunar.
Goddard llançà el primer coet de combustible líquid (Goddard 1) el 16 de març de 1926, a Auburn. A l'entrada del seu diari recollí: "El primer vol amb un coet utilitzant propel·lents líquids es realitzà ahir a la granja de la tia Effie." El coet, que es denominava "Nell" i tenia la mida d'un braç humà, s'elevà amb prou feines 12 metres durant un vol de dos segons i mig que acabà en un camp de cols, tot i que seria una important demostració que els propulsors de combustible líquid eren possibles.
També desenvolupà la idea del bazuca realitzant una prova dos dies abans de l'armistici que finalitzaria la Primera Guerra Mundial. Un altre investigador de la Universitat Clark continuaria el seu treball per crear l'arma que seria utilitzada àmpliament a la Segona Guerra Mundial.

## Crítica del New York Times
Goddard era suspicaç amb els altres i solia treballar sol, cosa que limitava l'efecte del seu treball. El seu caràcter insociable fou el resultat de les dures crítiques que rebé dels mitjans de comunicació i altres científics, que dubtaren de la viabilitat del viatge en coet per l'espai. Després d'un dels seus experiments el 1929, un diari local de Worcester portà com a titular "El coet lunar es queda curt del seu objectiu per 238.799 ½ milles."

Goddard al costat del seu primer coet de combustible líquid el 16 de març de 1926

El 12 de gener de 1920, un article a la portada de The New York Times divulgà una nota de premsa de l'Smithsonian sobre un "coet d'alta eficiència de múltiple càrrega". El principal ús considerat era "la possibilitat d'enviar aparells enregistradors a altituds moderades i extremes dins de l'atmosfera terrestre," l'avantatge sobre els instruments transportats per globus seria la facilitat de la seva recuperació car "el nou dispositiu de coet aniria en ascensió recta cap amunt i cauria també en línia recta." Però també es mencionava una proposta per «[enviar] a la part fosca de la Lluna nova amb una suficient quantitat de la pólvora més brillant, que s'encendria en impactar, sent visible per un telescopi de gran abast. Aquesta seria l'única manera de demostrar que el coet havia sortit de l'atracció de la Terra car no hi tornaria mai."
L'endemà, un editorial sense signar a The New York Times carregà contra la proposta. L'escriptor de l'editorial atacà l'ús de la instrumentació preguntant si "els instruments tornarien al punt de partida... els paracaigudes són arrossegats com els globus aerostàtics. I el coet, o allò que en quedés després de l'última explosió, necessitaria estar dirigit amb una gran habilitat, i en una calma total, per caure sobre el terreny on fou llançat. Però aquesta és un inconvenient menor... tot i que pot ser que sigui bastant seriós pel [punt de vista] del sempre innocent espectador... a uns milers de metres de la zona de llançament."
Però la crítica principal estava, tanmateix, reservada per la proposta lunar: "després que el coet surti del nostre aire i comenci el seu viatge més llarg que ni serà accelerat ni mantingut per l'explosió de càrregues aleshores pot ser que hagi sortit. Per afirmar això caldria negar una llei fonamental de la dinàmica, i només el Dr. Einstein i la seva dotzena elegida estan autoritzats a fer això." Expressà la incredulitat que el professor Goddard "no coneix la relació d'acció i reacció, i la necessitat de tenir quelcom de millor que un buit contra el qual reaccionar" i fins i tot comentà que "aquestes coses com errors intencionals o descuits". Goddard, insistí que el diari, suggerint potser mala fe, "només sembla mancar del coneixement que es dispensa cada dia als instituts." The New York Times publicà una correcció l'endemà del llançament de l'Apollo 11.

## Roswell, Nou Mèxic
Finalment Goddard fou destinat a Roswell, Nou Mèxic, molt abans que es convertís en el centre de la ufologia; hi treballà gairebé aïllat durant dècades, i més tard un institut hi duria el seu nom. Tot i que atragué l'atenció de l'Exèrcit dels Estats Units pel seu treball sobre coets, fou rebutjat car no aconseguiren entendre les aplicacions militars dels coets.
Irònicament, fou l'Alemanya nazi la que s'interessà per les seves investigacions. Wernher von Braun confià en els plans de Goddard quan desenvolupà els coets V-2 durant la Segona Guerra Mundial. Abans del 1939, científics alemanys entrarien en contacte amb Goddard a vegades per fer-li preguntes tècniques. El 1963, von Braun digué sobre Goddard: "Els seus coets... poden haver sigut una mica rudimentaris pels estàndards actuals, però obriren el camí i incorporaren moltes característiques utilitzades en els nostres coets i vehicles espacials més moderns." 
Goddard fou el centre d'una operació d'espionatge famosa que implicava l'agència d'intel·ligència alemanya, l'Abwehr, i un espia anomenat Nikolaus Ritter. Com cap de les operacions als Estats Units de l'agència, Ritter reclutà una persona que s'infiltrà al cercle íntim de Goddard, filtrant els seus descobriments als alemanys.
Després que la seva oferta per desenvolupar coets per l'Exèrcit fos rebutjada, Goddard traslladà el seu interès principal al treball en aeronaus experimentals per l'Armada dels Estats Units. Després de finalitzar la guerra, Goddard pogué examinar els V-2 alemanys capturats, i en pogué reconèixer els components. Tanmateix, Goddard no dissenyaria més coets.

## Mort i llegat
El 1945 s'assabentà que tenia un càncer de gola i morí aquell any el 10 d'agost a Baltimore, Maryland. Fou enterrat al Hope Cementery a la seva ciutat natal de Worcester.
El 17 de juliol del 1969, un dia després del llançament de l'Apollo 11, el diari The New York Times publicà una breu entrada amb el títol «Una correcció», resumint l'editorial del 1920 que es burlava de Goddard, i concloent: "La investigació i experimentació addicionals han confirmat els resultats d'Isaac Newton al segle xvii i ara s'estableix definitivament que un coet pot funcionar al buit igual de bé que en una atmosfera. The Times lamenta l'error."
Un total de 214 patents li foren concedides pel seu treball, la majoria d'elles després de la seva mort. El Centre de Vol Espacial Goddard, establert el 1959, rebé el nom en honor seu.